# Joel Hodgson

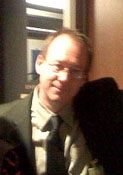
Joel Hodgson in december 2007

Joel Gordon Hodgson (Stevens Point, 20 februari 1960) is een Amerikaans schrijver, komiek en acteur. Hij begon zijn carrière als stand-upcomedian en goochelaar. Hij is het bekendst als bedenker van Mystery Science Theater 3000 en zijn rol hierin als het personage Joel Robinson.

## Biografie

### Jonge jaren en carrière
Hodgson werd geboren in Stevens Point, Wisconsin. Hij begon zijn carrière als een toneelmanager voor Ashwaubenon High School, en ging vervolgens werken als een stand-upkomiek. Zijn shows draaiden met name om het gebruik van vreemde, door hemzelf bedachte, voorwerpen. In 1981 won hij de Campus Comedy Contest. In november 1982 verhuisde Joel naar Los Angeles, waar hij verscheen in Late Night with David Letterman. Hij deed drie keer mee in deze show, en ook vier keer in Saturday Night Live.
Op 12 november 1983 deed Joel een voorstelling in Saturday Night Live, waarin hij zogenaamd een tijdbom gebruikte. Zowel Joel als de medewerkers van de show hadden een nepbom gemaakt voor het optreden. Joel vond zijn eigen creatie mooier, en liet de andere bom daarom achter in zijn hotelkamer. Dit veroorzaakte later grote paniek toen een schoonmaakster de bom vond, en dacht dat het een echte was. Het voorval haalde de The New York Daily News.
Tussen 1984 en 1988 bouwde Joel vooral sculpturen en werkte hij in een T-shirtfabriek. Verder begon hij met het maken van rekwisieten voor andere komieken.

### Mystery Science Theater 3000
In 1988 kwam Joel met het idee voor MST3K. Hij slaagde erin een cast bij elkaar te krijgen en het idee voor de show te verkopen aan de televisiezender KTMA. Joel ontwierp zelf de decors en de robots voor de serie. Joel speelde in de serie aanvankelijk zichzelf, maar veranderde de naam van zijn personage later in Joel Robinson. Joel had de robots de nacht voor de eerste opname gebouwd. Derhalve had hij die nacht erg weinig geslapen en zag er erg slaperig uit in de pilotaflevering. Dit uiterlijk sloeg echter zo aan, dat Joel besloot het erin te houden.
MST3K sloeg aan en was een van de eerste twee series die werd opgepikt door de nieuwe zender Comedy Channel, een voorloper van Comedy Central.
Joel verbaasde veel fans echter toen hij besloot de show halverwege seizoen 5 te verlaten. Daarmee vertrok hij namelijk net voordat de show nationaal populair werd. In een interview zei Joel dat hij zich niet op zijn gemak voelde tijdens het acteren voor een camera. In een ander interview kwam naar voren dat Joel en producer Jim Mallon onenigheid hadden over de controle over MST3K. Zijn vertrek zorgde ervoor dat de show kon doorgaan, en dat hij zich kon focussen op ander werk. Joel koos zelf Michael J. Nelson, die aan de show meewerkte als schrijver, uit om hem te vervangen. De redenen hiervoor waren omdat hij Mike beschouwde als een betere acteur en komiek, en omdat volgens hem Mike er beter uitzag naast de robots.
Joel keerde in het begin van seizoen 10 nog eenmaal terug in MST3K.

### NaMST3K
Na MST3K vormde Hodgson Visual Story Tools (VST) met zijn broer Jim Hodgson. Ze maakten een pilot voor een interactief comedyprogramma genaamd The TV Wheel. Alleen de pilot werd uitgezonden. Mede daardoor trok Joel zich terug als presentator van programma´s en ging weer achter de schermen werken als producer en rekwisietenmaker. Andere projecten waar hij aan meegewerkt heeft zijn Honey, We Shrunk Ourselves, You Don't Know Jack, Jimmy Kimmel Live, en Everything You Need to Know. Hij speelde tevens een aan disco verslaafde kledingverkoper in de televisieserie Freaks and Geeks.
Op 30 oktober 2007 maakte Joel bekend bezig te zijn met een nieuw televisieprogramma waarin net als in MST3K slechte films belachelijk gemaakt worden genaamd Cinematic Titanic. Dit programma maakt hij samen met andere voormalige MST3K medewerkers Trace Beaulieu, J. Elvis Weinstein, Frank Conniff en Mary Jo Pehl.